# Danh sách tập của Siêu trí tuệ Trung Quốc (mùa 5)

## Quy tắc thi đấu
Hơn 100.000 thí sinh tham gia hình thức kiểm tra mô hình trí lực CHC do hội trưởng ủy ban nghiên cứu tài năng siêu thường Trung Quốc, giáo sư Lưu Gia và kinh nghiệm tuyển chọn nhân tài, tiến hành chuẩn bị 1 bộ đề thi gồm phân biệt các năng lực: Năng lực không gian, năng lực suy đoán, năng lực tính nhẩm, năng lực sáng tạo, năng lực quan sát và năng lực ghi nhớ để kiểm tra năng lực tổng hợp của các tuyển thủ qua vòng sơ khảo trên mạng, vòng thi trên giấy và các tình huống thử thách. Qua 3 cửa ải lớn, từ hơn 100.000 tuyển thủ, sàng lọc 100 tuyển thủ đứng đầu trở thành thành viên chính thức của mùa này.
Ba tuyển thủ thiên tài (Gồm Vương Dục Hoành, Vương Phong và Bào Vân) sẽ thăng chức lên giám khảo. Sau khi lựa chọn nghiêm túc sẽ tạo ra Tối cường chiến đội nghênh chiến cao thủ hải ngoại.
Dưới đây là danh sách các tập của chương trình Siêu trí tuệ (Trung Quốc) mùa 5 phát sóng năm 2018.

## Vòng 1 - Tranh top 30
100 thí sinh được chọn qua các vòng sơ loại sẽ vượt qua 4 phần thử thách. Tuyển thủ tiến cấp mỗi phần sẽ căn cứ theo thứ hạng ở phần này lựa chọn thử thách cho phần sau. Sau 4 phần thi sẽ có 30 tuyển thủ được tiến cấp.

### Tập 1
| Phần thi | Loại khảo nghiệm              | Tên thử thách                  | Mô tả |
| --- | ----------------------------- | ------------------------------ | --- |
| 1 - Loại 20 tuyên thủ và giữ lại 80 người. | Tổng hợp                      | Số tự hoa dung đạo (15 puzzle) | Các chữ số từ 1 đến 15 tạo thành số tự hoa dung đạo đã bị xáo trộn từ trước. Sau khi bắt đầu, tuyển thủ nhanh chóng khôi phục các số theo đúng trạng thái ban đầu từ trái sang phải, hàng từ trên xuống dưới theo thứ tự tăng dần. Hệ thống sẽ dựa vào thời gian khôi phục để xếp hạng. |
| 2 - Dựa theo kết quả phần 1, mỗi tuyển thủ chọn phòng A hoặc B (mỗi phòng 40 tuyển thủ). Ở mỗi phòng, tuyển thủ hoàn thành với thành tích tốt nhất được đặc cách tới vòng 2, sau đó giữ lại 30 người và loại 9 người (tổng cộng có 2 tuyển thủ được đặc cách, 60 tuyển thủ tiếp tục thi đấu và 18 tuyển thủ bị loại). | Năng lực không gian (phòng A) | Trùng điệp tiêu dung           | Trên điện thoại xuất hiện một số mảnh ghép và các đề bài, mỗi đề gồm 3 ảnh mục tiêu với số điểm tương ứng dựa theo độ khó là 1, 2, và 3 điểm. Tuyên thủ cần ghép các mảnh cho sẵn thành ảnh mục tiêu theo quy tắc: khi chồng chung các mảnh, nếu phần chung có chẵn mảnh thì bị ẩn đi, lẻ mảnh thì giữ nguyên. Ghép chính xác được số điểm tương ứng. Có 6 đề, tổng điểm từ 10 trở lên thì hoàn thành thử thách và được xếp hạng theo thời gian hoàn thành. |
| 2 - Dựa theo kết quả phần 1, mỗi tuyển thủ chọn phòng A hoặc B (mỗi phòng 40 tuyển thủ). Ở mỗi phòng, tuyển thủ hoàn thành với thành tích tốt nhất được đặc cách tới vòng 2, sau đó giữ lại 30 người và loại 9 người (tổng cộng có 2 tuyển thủ được đặc cách, 60 tuyển thủ tiếp tục thi đấu và 18 tuyển thủ bị loại). | Năng lực quan sát (phòng B)   | Truy tìm mảnh ghép             | Trên điện thoại sẽ xuất hiện hình dạng của một tấm ảnh mục tiêu (Mỗi thí sinh mỗi hình khác nhau). Thí sinh dựa vào các bức tường có 8 màu sắc tìm ra tất cả các mảnh ghép có thể ghép thành ảnh mục tiêu và xác định tọa độ của chúng trên điện thoại để sau đó ghép ra ảnh mục tiêu. |

### Tập 2
| Phần thi | Loại khảo nghiệm                       | Tên thử thách    | Mô tả |
| --- | -------------------------------------- | ---------------- | --- |
| 3 - Dựa theo kết quả phần 2, mỗi tuyển thủ chọn phòng C hoặc D (mỗi phòng 30 tuyển thủ). Ở mỗi phòng, tuyển thủ hoàn thành với thành tích tốt nhất được đặc cách tới vòng 2, sau đó giữ lại tối đa 20 người và loại tối thiểu 9 người (tổng cộng có 2 tuyển thủ được đặc cách, 39 tuyển thủ tiếp tục thi đấu và 19 tuyển thủ bị loại). | Năng lực suy luận, sáng tạo (phòng C)  | Mật mã ma trận   | Trên điện thoại sẽ xuất hiện một hình ảnh ma trận. Thí sinh cần thông qua suy luận tìm ra quy luật giữa các hình ảnh và số. Sau khi ấn nút ra đề sẽ nhận được 2 màu sắc (khác nhau và khác với các tuyển thủ còn lại). Tuyển thủ cần vận dụng quy luật vừa rồi, trên các bức tường ma trận suy ra các số tương ứng với hai màu sắc, điền vào phần trả lời trên điện thoại. Tuyển thủ được phép trả lời sai tối đa 4 lần, sai lần thứ 5 bị loại trực tiếp. Xếp hạng theo thời gian hoàn thành. |
| 3 - Dựa theo kết quả phần 2, mỗi tuyển thủ chọn phòng C hoặc D (mỗi phòng 30 tuyển thủ). Ở mỗi phòng, tuyển thủ hoàn thành với thành tích tốt nhất được đặc cách tới vòng 2, sau đó giữ lại tối đa 20 người và loại tối thiểu 9 người (tổng cộng có 2 tuyển thủ được đặc cách, 39 tuyển thủ tiếp tục thi đấu và 19 tuyển thủ bị loại). | Năng lực không gian, ghi nhớ (phòng D) | Origami Topology | Trên điện thoại sẽ xuất hiện một bức ảnh khuôn mặt mục tiêu. Sau khi ghi nhớ khuôn mặt mục tiêu, dựa vào nguyên lý Topology, trong 150 tấm bìa tìm ra tấm bìa có thể gấp thành ảnh khuôn mặt mục tiêu đó và điền mã số của bức ảnh vào điện thoại. Hệ thống sẽ dựa vào tốc độ hoàn thành, tiến hành xếp hạng thành tích. Tuyển thủ được phép trả lời sai tối đa 2 lần, sai lần thứ 3 bị loại trực tiếp. Xếp hạng theo thời gian hoàn thành.                                                   |
| 4 - Loại 13 tuyển thủ, 26 tuyển thủ còn lại được đi tiếp vào vòng 2. | Tổng hợp                               | Bức họa Lập thể  | Trong 120 khối đa diện lập thể bất quy tắc, thí sinh cần tìm ra khối mà xuất phát từ bất cứ đỉnh nào cũng có thể đi qua các cạnh một lần mà không trùng lặp. Sau khi tìm thấy, thí sinh nhập mã số của khối đó vào điện thoại (khi đó tuyển thủ khác không thể điền mã số đó nữa). 26 tuyển thủ tìm chính xác và nhanh nhất sẽ chiến thắng. |

Dưới đây là bảng xếp hạng 30 thí sinh được bước vào vòng 2 sau bốn phần thi
| Tên thí sinh     | Xếp hạng ban đầu | Xếp hạng sau phần thi 1 | Phòng thí sinh chọn - Xếp hạng sau phần thi 2 | Phòng thí sinh chọn - Xếp hạng phần thi 3 | Xếp hạng phần thi 4 | Xếp hạng chung cuộc trong Top 30 |
| ---------------- | ---------------- | ----------------------- | --------------------------------------------- | ----------------------------------------- | ------------------- | -------------------------------- |
| Hà Du Quân       | 07               | 01                      | A0 (Vào top 30)                               | A0 (Vào top 30)                           | A0 (Vào top 30)     | A0 (Vào top 30)                  |
| Tôn Dịch Đông    | 54               | 20                      | B0 (Vào top 30)                               | B0 (Vào top 30)                           | B0 (Vào top 30)     | B0 (Vào top 30)                  |
| Vưu Quán Quần    | 10               | 16                      | A28                                           | C0 (Vào top 30)                           | C0 (Vào top 30)     | C0 (Vào top 30)                  |
| Tăng Tân Dị      | 19               | 69                      | B27                                           | D0 (Vào top 30)                           | D0 (Vào top 30)     | D0 (Vào top 30)                  |
| Dương Anh Hào    | 34               | 02                      | A5                                            | C8                                        | 09                  | 01                               |
| Dương Dịch       | 18               | 18                      | B2                                            | C13                                       | 02                  | 02                               |
| Trần Gia Canh    | 16               | 36                      | B1                                            | C2                                        | 05                  | 03                               |
| Thẩm Vũ Châu     | 23               | 12                      | B11                                           | C9                                        | 15                  | 04                               |
| Lưu Tinh Đồ      | 14               | 05                      | B17                                           | D6                                        | 24                  | 05                               |
| Lưu An Trí       | 38               | 17                      | A20                                           | C4                                        | 14                  | 06                               |
| Lý Tưởng         | 33               | 25                      | A8                                            | C12                                       | 11                  | 07                               |
| Tiết Phi         | 41               | 04                      | A22                                           | C11                                       | 19                  | 08                               |
| Loan Vũ          | 09               | 41                      | A7                                            | D2                                        | 06                  | 09                               |
| Bốc Vĩ           | 99               | 14                      | B6                                            | C16                                       | 23                  | 10                               |
| Trần Trạch Khôn  | 32               | 06                      | A17                                           | C18                                       | 18                  | 11                               |
| Quách Tiểu Châu  | 85               | 23                      | B18                                           | D16                                       | 07                  | 12                               |
| Thường Tuấn Thạc | 01               | 60                      | B3                                            | C3                                        | 03                  | 13                               |
| Từ Manh          | 08               | 37                      | B9                                            | D3                                        | 20                  | 14                               |
| Đổng Tân Hổ      | 26               | 57                      | A3                                            | D8                                        | 04                  | 15                               |
| Trương Mộng Nam  | 69               | 63                      | B8                                            | D1                                        | 10                  | 16                               |
| Tôn Dũng         | 50               | 59                      | B5                                            | D11                                       | 13                  | 18                               |
| Lương Tử Thần    | 31               | 31                      | B25                                           | D7                                        | 21                  | 17                               |
| Mẫn Nhuệ         | 39               | 38                      | A25                                           | C1                                        | 26                  | 19                               |
| Lưu Vũ           | 04               | 46                      | A4                                            | D20                                       | 22                  | 20                               |
| Tôn Tuấn Dương   | 90               | 64                      | A11                                           | D15                                       | 08                  | 21                               |
| Đào Giai Di      | 72               | 34                      | B30                                           | D10                                       | 25                  | 22                               |
| Thái Nguyệt Thần | 44               | 77                      | B14                                           | D5                                        | 12                  | 23                               |
| Vương Thanh Di   | 82               | 68                      | A14                                           | D12                                       | 17                  | 24                               |
| Trịnh Thư Hào    | 71               | 79                      | A30                                           | D14                                       | 01                  | 25                               |
| Châu Hạo         | 96               | 76                      | A26                                           | D18                                       | 16                  | 26                               |

## Vòng 2 - Đối kháng trực tiếp
30 tuyển thủ căn cứ theo não lực và đặc điểm do các chuyên gia tiến hành chia cặp đối đầu. Từng cặp tiến hành đối chiến. Trước khi thi đấu, 3 đội trưởng tiến hành dự đoán thắng thua. Đội trưởng dự đoán chính xác mới được tuyển thủ thắng lựa chọn. Sau khi chiến thắng, tuyển thủ giành chiến thắng lựa chọn vào một trong các đội trưởng dự đoán chính xác, gia nhập vào đội hoặc chọn vào khu vực chờ. Nếu tuyển thủ giành chiến thắng mà trước khi thi đấu không có đội trưởng nào đoán chính xác thì tự động vào khu vực chờ. Chiến đội của mỗi đội trưởng có 4 thành viên. Sau khi vòng đấu loại kết thúc mà vẫn còn vị trí trống, đội trưởng sẽ chọn từ khu vực chờ cho đến khi đủ thành viên, mỗi đội có 1 cơ hội đổi người. Những người không được chọn đều bị loại.
| Chú giải | ✓ Dự đoán tuyển thủ thắng của đội trưởng | Tuyển thủ khiêu chiến thành công nhưng vào khu vực chờ vì không có đội trưởng dự đoán sẽ chiến thắng hoặc đội đã đủ người | Tuyển thủ chiến thắng / Đội trưởng được tuyển thủ chọn gia nhập vào chiến đội | Tuyển thủ thất bại |

### Tập 3
| STT | Tên thí sinh    | Thử thách         | Mô tả | Lựa chọn của thí sinh và đội trưởng | Lựa chọn của thí sinh và đội trưởng | Lựa chọn của thí sinh và đội trưởng |
| STT | Tên thí sinh    | Thử thách         | Mô tả | Vương Dục Hoành                     | Vương Phong                         | Bào Vân                             |
| --- | --------------- | ----------------- | --- | ----------------------------------- | ----------------------------------- | ----------------------------------- |
| 1   | Tôn Tuấn Dương  | Mê cung Lập thể   | Mê cung dài 10,5 m, rộng 4,2 m có nhiều cửa ra vào được tách ra thành 2 phần trên và dưới. Sau đó hai bộ phận này sẽ được biến đổi thành Không gian ba chiều tạo thành mê cung lập thể cao 3 m. Tuyển thủ tiến hành vào mê cung lập thể quan sát, tìm ra tất cả các đường có thể đi qua mê cung và vẽ trên bảng kẻ ô đường đi ngắn nhất có thể đi qua mê cung. Người đáp chính xác trong thời gian ngắn hơn sẽ chiến thắng. | ✓                                   | ✓                                   |                                     |
| 1   | Tiết Phi        | Mê cung Lập thể   | Mê cung dài 10,5 m, rộng 4,2 m có nhiều cửa ra vào được tách ra thành 2 phần trên và dưới. Sau đó hai bộ phận này sẽ được biến đổi thành Không gian ba chiều tạo thành mê cung lập thể cao 3 m. Tuyển thủ tiến hành vào mê cung lập thể quan sát, tìm ra tất cả các đường có thể đi qua mê cung và vẽ trên bảng kẻ ô đường đi ngắn nhất có thể đi qua mê cung. Người đáp chính xác trong thời gian ngắn hơn sẽ chiến thắng. |                                     |                                     | ✓                                   |
| 2   | Trần Trạch Khôn | Bản đồ Hình chiếu | Khách mời trên quả địa cầu tùy ý chọn 5 thành phố, dựa theo thứ tự lựa chọn nối lại với nhau bằng vòng cung trên quả địa cầu tạo thành một đường khép kín. Tuyển thủ quan sát đường khép kín đó trong 3 phút. Khách mời chọn 1 điểm chiếu, dựa vào nguồn sáng đối diện quả địa cầu, tiến hành ẩn đi các thông tin trên hình chiếu. Tuyển thủ cần tìm ra chính xác hình chiếu với điểm chiếu làm trung tâm. Người đáp chính xác trong thời gian ngắn hơn sẽ chiến thắng.                                                                              | ✓                                   | ✓                                   | ✓                                   |
| 2   | Tôn Dũng        | Bản đồ Hình chiếu | Khách mời trên quả địa cầu tùy ý chọn 5 thành phố, dựa theo thứ tự lựa chọn nối lại với nhau bằng vòng cung trên quả địa cầu tạo thành một đường khép kín. Tuyển thủ quan sát đường khép kín đó trong 3 phút. Khách mời chọn 1 điểm chiếu, dựa vào nguồn sáng đối diện quả địa cầu, tiến hành ẩn đi các thông tin trên hình chiếu. Tuyển thủ cần tìm ra chính xác hình chiếu với điểm chiếu làm trung tâm. Người đáp chính xác trong thời gian ngắn hơn sẽ chiến thắng.                                                                              |                                     |                                     |                                     |
| 3   | Tôn Dịch Đông   | Mê trận 3D        | 5 mặt phẳng ghép vuông góc với nhau tạo thành một hình 3D. Mỗi mặt phẳng do 6x6 ô vuông nhỏ tạo thành. Thêm vào trong đó hai loại khối ngang và dọc. Khối ngang di chuyển sang ngang, khối dọc di chuyển theo chiều thẳng đứng. Mỗi mặt phẳng có 1 khối mục tiêu. Hệ thống sẽ chọn 1 mô hình 3D, khách mời trong các cách dựng các khối bên trong, tùy ý chọn một cách. Ngẫu nhiên xáo trộn 5 mặt phẳng, tuyển thủ chỉ quan sát 5 mặt phẳng, suy luận thứ tự lấy các khối mục tiêu ra khỏi mê trận 3D. Tuyển thủ hoàn thành trước giành chiến thắng. | ✓                                   |                                     | ✓                                   |
| 3   | Vưu Quán Quần   | Mê trận 3D        | 5 mặt phẳng ghép vuông góc với nhau tạo thành một hình 3D. Mỗi mặt phẳng do 6x6 ô vuông nhỏ tạo thành. Thêm vào trong đó hai loại khối ngang và dọc. Khối ngang di chuyển sang ngang, khối dọc di chuyển theo chiều thẳng đứng. Mỗi mặt phẳng có 1 khối mục tiêu. Hệ thống sẽ chọn 1 mô hình 3D, khách mời trong các cách dựng các khối bên trong, tùy ý chọn một cách. Ngẫu nhiên xáo trộn 5 mặt phẳng, tuyển thủ chỉ quan sát 5 mặt phẳng, suy luận thứ tự lấy các khối mục tiêu ra khỏi mê trận 3D. Tuyển thủ hoàn thành trước giành chiến thắng. |                                     | ✓                                   |                                     |

### Tập 4
| STT | Tên thí sinh     | Thử thách            | Mô tả | Lựa chọn của thí sinh và đội trưởng | Lựa chọn của thí sinh và đội trưởng | Lựa chọn của thí sinh và đội trưởng |
| STT | Tên thí sinh     | Thử thách            | Mô tả | Vương Dục Hoành                     | Vương Phong                         | Bào Vân                             |
| --- | ---------------- | -------------------- | --- | ----------------------------------- | ----------------------------------- | ----------------------------------- |
| 1   | Thái Nguyệt Thần | Không gian du hiệp   | 127 hình Lục giác đều tạo thành một tổ ong khổng lồ. Khách mời chọn ngẫu nhiên 1 trong 20 tổ ong, mỗi tổ ong có thông tin chữ số và Đối xứng nhau qua trung tâm và tùy ý một màu sắc tại điểm xuất phát làm màu an toàn. Tuyển thủ cần quan sát vị trí của màu an toàn và con số trên đó, trong não tiến hành xoay hình Lục giác đều theo cùng/ngược chiều kim đồng hồ. Sau khi xoay xong, tiến hành lật hình Lục giác đều lên ô tiếp theo xác định tất cả vị trí của màu an toàn trên đường đi đồng thời cần nhanh chóng đến điểm trung tâm. Người đầu tiên đến và cầm chai Dầu hào Hải Thiên lên sẽ là người chiến thắng. Nếu xác định sai màu sắc an toàn thì phải làm lại từ đầu. Mỗi tuyển thủ chỉ được làm sai tối đa 2 lần. |                                     |                                     |                                     |
| 1   | Đào Giai Di      | Không gian du hiệp   | 127 hình Lục giác đều tạo thành một tổ ong khổng lồ. Khách mời chọn ngẫu nhiên 1 trong 20 tổ ong, mỗi tổ ong có thông tin chữ số và Đối xứng nhau qua trung tâm và tùy ý một màu sắc tại điểm xuất phát làm màu an toàn. Tuyển thủ cần quan sát vị trí của màu an toàn và con số trên đó, trong não tiến hành xoay hình Lục giác đều theo cùng/ngược chiều kim đồng hồ. Sau khi xoay xong, tiến hành lật hình Lục giác đều lên ô tiếp theo xác định tất cả vị trí của màu an toàn trên đường đi đồng thời cần nhanh chóng đến điểm trung tâm. Người đầu tiên đến và cầm chai Dầu hào Hải Thiên lên sẽ là người chiến thắng. Nếu xác định sai màu sắc an toàn thì phải làm lại từ đầu. Mỗi tuyển thủ chỉ được làm sai tối đa 2 lần. | ✓                                   | ✓                                   | ✓                                   |
| 2   | Loan Vũ          | Sao Hỏa đụng Địa Cầu | Trên sân khấu, bề mặt Địa Cầu ngẫu nhiên tạo ra 5000 điểm ly tán của kim cương đa diện. Khách mời tùy ý chọn ra 1 điểm làm điểm ly tán mục tiêu. Tuyển thủ quan sát trong thời gian giới hạn là 1 phút. Sau đó trên sân khấu tạo ra một Sao Hỏa cũng đầy những điểm ly tán (5000 điểm), trên bề mặt chỉ có duy nhất 1 điểm tạo ra hình kim cương đa diện giống với điểm ly tán mà khách mời lựa chọn. Tuyển thủ quan sát toàn bộ những điểm ly tán trên 2 tinh cầu và tìm ra 2 điểm ly tán này mới tính thành công. Người trả lời chính xác và dùng ít thời gian hơn sẽ chiến thắng. | ✓                                   |                                     | ✓                                   |
| 2   | Lý Tưởng         | Sao Hỏa đụng Địa Cầu | Trên sân khấu, bề mặt Địa Cầu ngẫu nhiên tạo ra 5000 điểm ly tán của kim cương đa diện. Khách mời tùy ý chọn ra 1 điểm làm điểm ly tán mục tiêu. Tuyển thủ quan sát trong thời gian giới hạn là 1 phút. Sau đó trên sân khấu tạo ra một Sao Hỏa cũng đầy những điểm ly tán (5000 điểm), trên bề mặt chỉ có duy nhất 1 điểm tạo ra hình kim cương đa diện giống với điểm ly tán mà khách mời lựa chọn. Tuyển thủ quan sát toàn bộ những điểm ly tán trên 2 tinh cầu và tìm ra 2 điểm ly tán này mới tính thành công. Người trả lời chính xác và dùng ít thời gian hơn sẽ chiến thắng. |                                     | ✓                                   |                                     |
| 3   | Tăng Tân Dị      | Đường cong phồn hoa  | 100 Bánh răng có kích thước to nhỏ và điểm vẽ khác nhau. Bánh răng chuyển động trong vòng tròn có thể vẽ ra vô số bông hoa rực rỡ. Trên trường quay, khách mời chỉ định sáu loại bánh răng, sau đó trợ lý khoa học dùng màu sắc tương ứng vẽ ra 6 Đường cong phồn hoa và chồng chúng lại với nhau tại trung tâm. Hai tuyển thủ quan sát tấm ảnh này, thông qua suy luận tính toán trong não tìm ra 6 bánh răng có thể vẽ nên những hình này và điểm vẽ tương ứng. Người trả lời chính xác và dùng ít thời gian hơn sẽ chiến thắng | ✓                                   | ✓                                   |                                     |
| 3   | Trương Mộng Nam  | Đường cong phồn hoa  | 100 Bánh răng có kích thước to nhỏ và điểm vẽ khác nhau. Bánh răng chuyển động trong vòng tròn có thể vẽ ra vô số bông hoa rực rỡ. Trên trường quay, khách mời chỉ định sáu loại bánh răng, sau đó trợ lý khoa học dùng màu sắc tương ứng vẽ ra 6 Đường cong phồn hoa và chồng chúng lại với nhau tại trung tâm. Hai tuyển thủ quan sát tấm ảnh này, thông qua suy luận tính toán trong não tìm ra 6 bánh răng có thể vẽ nên những hình này và điểm vẽ tương ứng. Người trả lời chính xác và dùng ít thời gian hơn sẽ chiến thắng |                                     |                                     | ✓                                   |

### Tập 5
| STT | Tên thí sinh     | Thử thách         | Mô tả | Lựa chọn của thí sinh và đội trưởng | Lựa chọn của thí sinh và đội trưởng | Lựa chọn của thí sinh và đội trưởng |
| STT | Tên thí sinh     | Thử thách         | Mô tả | Vương Dục Hoành                     | Vương Phong                         | Bào Vân                             |
| --- | ---------------- | ----------------- | --- | ----------------------------------- | ----------------------------------- | ----------------------------------- |
| 1   | Từ Manh          | Mật mã bánh răng  | Hai hệ thống bánh răng dài 4m, cao 2m. Mỗi hệ thống có chín loại bánh răng gồm 57 bánh răng cố định phân biệt tạo thành 4 đường với tất cả 14728 khả năng nối với két sắt nhưng kết hợp với 12 loại bánh răng cho sẵn trên sân khấu để bổ sung vào phần cuối cùng của hệ thống bánh răng, chỉ còn 8 khả năng khả thi nối với két sắt, 4 đường này thao tác vừa có lợi vừa có hại. Một số đường thông qua tính toán đơn giản có thể biết Mô men lực nhưng thao tác phức tạp dễ làm lãng phí thời gian. Có một số đường Động năng thấp nhưng Mô men lực không cách nào tính toán chính xác. Phần khuyết trong hệ thống bánh răng tổng cộng có 28 vị trí, 4 vị trí truyền nhập, 1 vị trí truyền xuất. Két sắt dài 1,5m có 4 tầng bảo mật. Sau khi 2 tuyển thủ quan sát xong hệ thống bánh răng trong thời gian giới hạn. Khách mời tiến hành bảo mật 2 két sắt với phương thức như nhau. Sau đó, 2 tuyển thủ đồng thời quan sát két sắt sau khi bảo mật và trong khu bánh răng chọn các bánh răng phù hợp lắp vào phần còn thiếu trong hệ thống bánh răng sao cho hệ thống bánh răng có một hay nhiều đường nối với két sắt. Sau đó, 2 tuyển thủ xoay vô lăng mở két sắt, ai mở trước là người chiến thắng.                  | ✓                                   |                                     |                                     |
| 1   | Trịnh Thư Hào    | Mật mã bánh răng  | Hai hệ thống bánh răng dài 4m, cao 2m. Mỗi hệ thống có chín loại bánh răng gồm 57 bánh răng cố định phân biệt tạo thành 4 đường với tất cả 14728 khả năng nối với két sắt nhưng kết hợp với 12 loại bánh răng cho sẵn trên sân khấu để bổ sung vào phần cuối cùng của hệ thống bánh răng, chỉ còn 8 khả năng khả thi nối với két sắt, 4 đường này thao tác vừa có lợi vừa có hại. Một số đường thông qua tính toán đơn giản có thể biết Mô men lực nhưng thao tác phức tạp dễ làm lãng phí thời gian. Có một số đường Động năng thấp nhưng Mô men lực không cách nào tính toán chính xác. Phần khuyết trong hệ thống bánh răng tổng cộng có 28 vị trí, 4 vị trí truyền nhập, 1 vị trí truyền xuất. Két sắt dài 1,5m có 4 tầng bảo mật. Sau khi 2 tuyển thủ quan sát xong hệ thống bánh răng trong thời gian giới hạn. Khách mời tiến hành bảo mật 2 két sắt với phương thức như nhau. Sau đó, 2 tuyển thủ đồng thời quan sát két sắt sau khi bảo mật và trong khu bánh răng chọn các bánh răng phù hợp lắp vào phần còn thiếu trong hệ thống bánh răng sao cho hệ thống bánh răng có một hay nhiều đường nối với két sắt. Sau đó, 2 tuyển thủ xoay vô lăng mở két sắt, ai mở trước là người chiến thắng.                  |                                     | ✓                                   | ✓                                   |
| 2   | Quách Tiểu Châu  | Sudoku quay cuồng | 24 đề Sudoku do 12 cung 3x3 tạo thành, mỗi cung thiếu 2 chữ số. Khách mời tùy ý chọn 1 đề giữ nguyên vị trí tương đối giữa các cung, đặt chúng vào một mê trận Hình lăng trụ. Mê trận Hình lăng trụ có 9 cột, 9 hàng, mỗi lăng trụ có 3 mặt, mỗi mặt là 1 cung tổng cộng là 243 cung và mê trận này tự xoay với một tốc độ nhất định (4 giây đổi mặt 1 lần). Hai tuyển thủ quan sát, kết hợp suy luận, tính toán để tìm ra đúng đề ban đầu khách mời đã chọn và viết lên bảng tọa độ mỗi cung và những số còn thiếu. Người trả lời chính xác và dùng ít thời gian hơn sẽ chiến thắng. |                                     |                                     |                                     |
| 2   | Thường Tuấn Thạc | Sudoku quay cuồng | 24 đề Sudoku do 12 cung 3x3 tạo thành, mỗi cung thiếu 2 chữ số. Khách mời tùy ý chọn 1 đề giữ nguyên vị trí tương đối giữa các cung, đặt chúng vào một mê trận Hình lăng trụ. Mê trận Hình lăng trụ có 9 cột, 9 hàng, mỗi lăng trụ có 3 mặt, mỗi mặt là 1 cung tổng cộng là 243 cung và mê trận này tự xoay với một tốc độ nhất định (4 giây đổi mặt 1 lần). Hai tuyển thủ quan sát, kết hợp suy luận, tính toán để tìm ra đúng đề ban đầu khách mời đã chọn và viết lên bảng tọa độ mỗi cung và những số còn thiếu. Người trả lời chính xác và dùng ít thời gian hơn sẽ chiến thắng. | ✓                                   | ✓                                   | ✓                                   |
| 3   | Dương Anh Hào    | Laser xạ tuyến    | Hai bàn cờ cỡ lớn 64 ô, hai bộ linh kiện Laser như nhau. Hai tuyển thủ mỗi người một bộ ra đề bày cho đối thủ một lộ tuyến Laser, ngoài ra đặt thêm các linh kiện khác theo hướng cố định và đánh dấu những đèn được chiếu sáng. Sau khi ra đề xong, tuyển thủ đối phương dựa vào đó để thêm vào những linh kiện cần thiết để điều chỉnh phương hướng của nhưng phương hướng cố định, khiến tia Laser bị phong bế trong bàn cờ và chiếu vào hết những đèn cố định thì mới tính là hoàn thành. Hạng mục này có sáu loại linh kiện: - Linh kiện màu tím: gọi là "hải đăng", một mặt màu tím là kính Phản xạ, một mặt màu đỏ có thể hấp thụ cho Laser đi qua - Linh kiện màu lam: hai mặt đều kính Phản xạ, không cho Laser đi qua - Linh kiện màu xanh: hai mặt đều kính phân ly, Laser đi qua đều sẽ bị Phản xạ đồng thời Khúc xạ từ đó bị phân thành 2 tia Laser - Linh kiện màu vàng: Laser chiếu thẳng có thể xuyên qua, chiếu ngang sẽ bị chặn - Linh kiện màu đen: chiếm 1 ô nhưng không cản các tia sáng - Máy phát Laser: vị trí và phương hướng được cố định từ trước Thời gian ra đề + thời gian giải đề = tổng thời gian thi đấu của tuyển thủ. Người giải đề chính xác và dùng ít thời gian hơn sẽ chiến thắng. | ✓                                   | ✓                                   |                                     |
| 3   | Mẫn Nhuệ         | Laser xạ tuyến    | Hai bàn cờ cỡ lớn 64 ô, hai bộ linh kiện Laser như nhau. Hai tuyển thủ mỗi người một bộ ra đề bày cho đối thủ một lộ tuyến Laser, ngoài ra đặt thêm các linh kiện khác theo hướng cố định và đánh dấu những đèn được chiếu sáng. Sau khi ra đề xong, tuyển thủ đối phương dựa vào đó để thêm vào những linh kiện cần thiết để điều chỉnh phương hướng của nhưng phương hướng cố định, khiến tia Laser bị phong bế trong bàn cờ và chiếu vào hết những đèn cố định thì mới tính là hoàn thành. Hạng mục này có sáu loại linh kiện: - Linh kiện màu tím: gọi là "hải đăng", một mặt màu tím là kính Phản xạ, một mặt màu đỏ có thể hấp thụ cho Laser đi qua - Linh kiện màu lam: hai mặt đều kính Phản xạ, không cho Laser đi qua - Linh kiện màu xanh: hai mặt đều kính phân ly, Laser đi qua đều sẽ bị Phản xạ đồng thời Khúc xạ từ đó bị phân thành 2 tia Laser - Linh kiện màu vàng: Laser chiếu thẳng có thể xuyên qua, chiếu ngang sẽ bị chặn - Linh kiện màu đen: chiếm 1 ô nhưng không cản các tia sáng - Máy phát Laser: vị trí và phương hướng được cố định từ trước Thời gian ra đề + thời gian giải đề = tổng thời gian thi đấu của tuyển thủ. Người giải đề chính xác và dùng ít thời gian hơn sẽ chiến thắng. |                                     |                                     | ✓                                   |

### Tập 6
| STT | Tên thí sinh    | Thử thách                    | Mô tả | Lựa chọn của thí sinh và đội trưởng                                                                                      | Lựa chọn của thí sinh và đội trưởng | Lựa chọn của thí sinh và đội trưởng |
| STT | Tên thí sinh    | Thử thách                    | Mô tả | Vương Dục Hoành | Vương Phong                         | Bào Vân                             |
| --- | --------------- | ---------------------------- | --- | --- | ----------------------------------- | ----------------------------------- |
| 1   | Dương Dịch      | Mật mã Khối lập phương thứ 7 | Một khối lập phương thứ 7 do 343 khối lập phương nhỏ tạo thành, mặt ngoài có tổng 218 khối lập phương, bên trong có 215 khối lập phương. Khách mời tùy ý chọn hai khối lập phương trên hai mặt khác nhau là điểm giấu Số nguyên tố. Hệ thống ngẫu nhiên chọn thêm 5 điểm làm nơi giấu Số nguyên tố. Liên kết từng đôi 7 điểm giấu này sẽ chỉ có 2 đường vuông góc với nhau, nơi giao nhau của 2 đường đó chính là chứa bảo tàng. Hai tuyển thủ cần tìm ra chính xác khối lập phương để mở bảo tàng. Ai tìm ra trước sẽ chiến thắng. | Do đội đã đủ thành viên nên không lựa chọn được nữa, chỉ có thể đổi thí sinh ở khu vực chờ (mỗi đội được dùng chỉ 1 lần) | ✓                                   | ✓                                   |
| 1   | Lưu Vũ          | Mật mã Khối lập phương thứ 7 | Một khối lập phương thứ 7 do 343 khối lập phương nhỏ tạo thành, mặt ngoài có tổng 218 khối lập phương, bên trong có 215 khối lập phương. Khách mời tùy ý chọn hai khối lập phương trên hai mặt khác nhau là điểm giấu Số nguyên tố. Hệ thống ngẫu nhiên chọn thêm 5 điểm làm nơi giấu Số nguyên tố. Liên kết từng đôi 7 điểm giấu này sẽ chỉ có 2 đường vuông góc với nhau, nơi giao nhau của 2 đường đó chính là chứa bảo tàng. Hai tuyển thủ cần tìm ra chính xác khối lập phương để mở bảo tàng. Ai tìm ra trước sẽ chiến thắng. | Do đội đã đủ thành viên nên không lựa chọn được nữa, chỉ có thể đổi thí sinh ở khu vực chờ (mỗi đội được dùng chỉ 1 lần) |                                     |                                     |
| 2   | Trương Mộng Nam | Điểm đăng tiểu thế giới      | Ngẫu nhiên nối 100 bóng đèn với nhau, mỗi bóng đèn đều có liên quan với những đèn xung quanh. Hai tuyển thủ quan sát sơ đồ mật mã 100 bóng đèn trong thời gian 20 phút, trong não suy luận ra mối liên quan giữa các bóng đèn. Cuối cùng hai tuyển thủ lựa chọn đèn để thắp sáng, tất cả các bóng đèn liên quan với đèn được chọn đều được thắp sáng. Tổng cộng 10 hiệp, thời gian chọn bóng để thắp sáng là 30 giây. Người thắp sáng được nhiều bóng đèn hơn là người chiến thắng.                                                 | Do đội đã đủ thành viên nên không lựa chọn được nữa, chỉ có thể đổi thí sinh ở khu vực chờ (mỗi đội được dùng chỉ 1 lần) | ✓                                   | ✓                                   |
| 2   | Lưu Tinh Đồ     | Điểm đăng tiểu thế giới      | Ngẫu nhiên nối 100 bóng đèn với nhau, mỗi bóng đèn đều có liên quan với những đèn xung quanh. Hai tuyển thủ quan sát sơ đồ mật mã 100 bóng đèn trong thời gian 20 phút, trong não suy luận ra mối liên quan giữa các bóng đèn. Cuối cùng hai tuyển thủ lựa chọn đèn để thắp sáng, tất cả các bóng đèn liên quan với đèn được chọn đều được thắp sáng. Tổng cộng 10 hiệp, thời gian chọn bóng để thắp sáng là 30 giây. Người thắp sáng được nhiều bóng đèn hơn là người chiến thắng.                                                 | Do đội đã đủ thành viên nên không lựa chọn được nữa, chỉ có thể đổi thí sinh ở khu vực chờ (mỗi đội được dùng chỉ 1 lần) |                                     |                                     |
| 3   | Trần Gia Canh   | Ánh tượng Kim Lăng           | Hạng mục này dựa trên nghệ thuật Anamorphosis. Bức tranh cuốn dài 10m,có 100 vị trí có thể là điểm hữu hiệu trong đó có các yếu tố gây nhiễu. Đặt 1 chiếc Gương Hình trụ tại 1 vị trí nào đó thu được Ảnh phản chiếu. Khách mời chọn một số Ảnh phản chiếu. Tuyển thủ quan sát bức tranh, tìm ra vị trí có thể phản chiếu thành Ảnh phản chiếu đó để giành quyền trả lời đáp án. Nếu đáp đúng được 1 điểm, sai thì đối thủ được 1 điểm. Ai được 3 điểm trước sẽ chiến thắng.                                                        | Do đội đã đủ thành viên nên không lựa chọn được nữa, chỉ có thể đổi thí sinh ở khu vực chờ (mỗi đội được dùng chỉ 1 lần) | ✓                                   |                                     |
| 3   | Thẩm Vũ Châu    | Ánh tượng Kim Lăng           | Hạng mục này dựa trên nghệ thuật Anamorphosis. Bức tranh cuốn dài 10m,có 100 vị trí có thể là điểm hữu hiệu trong đó có các yếu tố gây nhiễu. Đặt 1 chiếc Gương Hình trụ tại 1 vị trí nào đó thu được Ảnh phản chiếu. Khách mời chọn một số Ảnh phản chiếu. Tuyển thủ quan sát bức tranh, tìm ra vị trí có thể phản chiếu thành Ảnh phản chiếu đó để giành quyền trả lời đáp án. Nếu đáp đúng được 1 điểm, sai thì đối thủ được 1 điểm. Ai được 3 điểm trước sẽ chiến thắng.                                                        | Do đội đã đủ thành viên nên không lựa chọn được nữa, chỉ có thể đổi thí sinh ở khu vực chờ (mỗi đội được dùng chỉ 1 lần) |                                     | ✓                                   |

### Tập 7
| STT | Tên thí sinh   | Thử thách                     | Mô tả | Lựa chọn của thí sinh và đội trưởng | Lựa chọn của thí sinh và đội trưởng | Lựa chọn của thí sinh và đội trưởng |
| STT | Tên thí sinh   | Thử thách                     | Mô tả | Vương Dục Hoành | Vương Phong | Bào Vân                             |
| --- | -------------- | ----------------------------- | --- | --- | --- | ----------------------------------- |
| 1   | Lương Tử Thần  | Góc nhìn hoàn mỹ              | 300 kiện vật phẩm trong không gian ba chiều tạo thành 1 tác phẩm trang trí lập thể phức tạp, tồn tại duy nhất ở một góc nhìn hoàn mỹ, từ điểm đó quan sát tác phẩm có thể nhìn thấy một hình ảnh hoàn mỹ. Trên sân khấu chia tác phẩm làm 4 phần và xáo trộn ví trí. Tuyển thủ tiến hành quan sát, trong não khôi phục lại vị trí ban đầu của chúng, sau đó tưởng tượng quan sát tại góc độ hoàn mỹ sẽ ra ảnh có hình dạng gì. Trong 100 bức ảnh tìm ra đáp án chính xác. Người trả lời chính xác và dùng ít thời gian hơn sẽ chiến thắng. | Do đội đã đủ thành viên nên không lựa chọn được nữa, chỉ có thể đổi thí sinh ở khu vực chờ (mỗi đội được dùng chỉ 1 lần). Chỉ còn 1 đội nên Bào Vân sẽ lựa chọn trực tiếp thành viên muốn họ gia nhập đội (Không còn hình thức bỏ phiếu). | Do đội đã đủ thành viên nên không lựa chọn được nữa, chỉ có thể đổi thí sinh ở khu vực chờ (mỗi đội được dùng chỉ 1 lần). Chỉ còn 1 đội nên Bào Vân sẽ lựa chọn trực tiếp thành viên muốn họ gia nhập đội (Không còn hình thức bỏ phiếu). | ✓                                   |
| 1   | Lưu An Trí     | Góc nhìn hoàn mỹ              | 300 kiện vật phẩm trong không gian ba chiều tạo thành 1 tác phẩm trang trí lập thể phức tạp, tồn tại duy nhất ở một góc nhìn hoàn mỹ, từ điểm đó quan sát tác phẩm có thể nhìn thấy một hình ảnh hoàn mỹ. Trên sân khấu chia tác phẩm làm 4 phần và xáo trộn ví trí. Tuyển thủ tiến hành quan sát, trong não khôi phục lại vị trí ban đầu của chúng, sau đó tưởng tượng quan sát tại góc độ hoàn mỹ sẽ ra ảnh có hình dạng gì. Trong 100 bức ảnh tìm ra đáp án chính xác. Người trả lời chính xác và dùng ít thời gian hơn sẽ chiến thắng. | Do đội đã đủ thành viên nên không lựa chọn được nữa, chỉ có thể đổi thí sinh ở khu vực chờ (mỗi đội được dùng chỉ 1 lần). Chỉ còn 1 đội nên Bào Vân sẽ lựa chọn trực tiếp thành viên muốn họ gia nhập đội (Không còn hình thức bỏ phiếu). | Do đội đã đủ thành viên nên không lựa chọn được nữa, chỉ có thể đổi thí sinh ở khu vực chờ (mỗi đội được dùng chỉ 1 lần). Chỉ còn 1 đội nên Bào Vân sẽ lựa chọn trực tiếp thành viên muốn họ gia nhập đội (Không còn hình thức bỏ phiếu). |                                     |
| 2   | Vương Thanh Di | Origami Topology bản nâng cấp | 4 Tranh sơn dầu tương tự nhau, mỗi bức phân tách thành 40 mảnh ghép cùng kích thước tổng cộng là 160 mảnh ghép. Cứ 4 mảnh ghép thành 1 tổ có thể được gấp bởi 1 tấm Origami Topology. Khách mời chọn cho tuyển thủ 2 tổ mảnh ghép làm mục tiêu quan sát. Tuyển thủ dựa vào nguyên lý gấp Origami Topology trong 150 mảnh ghép tìm ra 2 tấm có thể gấp thành 2 tổ hợp mảnh ghép này. Ưu tiên độ chính xác, nếu độ chính xác như nhau, người dùng ít thời gian hơn sẽ thắng.                                                                 | Do đội đã đủ thành viên nên không lựa chọn được nữa, chỉ có thể đổi thí sinh ở khu vực chờ (mỗi đội được dùng chỉ 1 lần). Chỉ còn 1 đội nên Bào Vân sẽ lựa chọn trực tiếp thành viên muốn họ gia nhập đội (Không còn hình thức bỏ phiếu). | Do đội đã đủ thành viên nên không lựa chọn được nữa, chỉ có thể đổi thí sinh ở khu vực chờ (mỗi đội được dùng chỉ 1 lần). Chỉ còn 1 đội nên Bào Vân sẽ lựa chọn trực tiếp thành viên muốn họ gia nhập đội (Không còn hình thức bỏ phiếu). |                                     |
| 2   | Bốc Vĩ         | Origami Topology bản nâng cấp | 4 Tranh sơn dầu tương tự nhau, mỗi bức phân tách thành 40 mảnh ghép cùng kích thước tổng cộng là 160 mảnh ghép. Cứ 4 mảnh ghép thành 1 tổ có thể được gấp bởi 1 tấm Origami Topology. Khách mời chọn cho tuyển thủ 2 tổ mảnh ghép làm mục tiêu quan sát. Tuyển thủ dựa vào nguyên lý gấp Origami Topology trong 150 mảnh ghép tìm ra 2 tấm có thể gấp thành 2 tổ hợp mảnh ghép này. Ưu tiên độ chính xác, nếu độ chính xác như nhau, người dùng ít thời gian hơn sẽ thắng.                                                                 | Do đội đã đủ thành viên nên không lựa chọn được nữa, chỉ có thể đổi thí sinh ở khu vực chờ (mỗi đội được dùng chỉ 1 lần). Chỉ còn 1 đội nên Bào Vân sẽ lựa chọn trực tiếp thành viên muốn họ gia nhập đội (Không còn hình thức bỏ phiếu). | Do đội đã đủ thành viên nên không lựa chọn được nữa, chỉ có thể đổi thí sinh ở khu vực chờ (mỗi đội được dùng chỉ 1 lần). Chỉ còn 1 đội nên Bào Vân sẽ lựa chọn trực tiếp thành viên muốn họ gia nhập đội (Không còn hình thức bỏ phiếu). |                                     |
| 3   | Châu Hạo       | Tốc độ hoa dung đạo           | 15 ô vuông tạo thành một hoa dung đạo 4x4, mỗi hoa dung đạo có 1 lộ tuyến chính xác, tùy ý xáo trộn lộ tuyến. Tuyển thủ cần di chuyển các ô vuông, khôi phục lộ tuyến. Hai tuyển thủ tỉ thí 5 vòng. Tại mỗi vòng, trước tiên quan sát lộ tuyến ban đầu sau đó tiến hành khôi phục. Đối phương khôi phục thành công, bên kia sẽ phải dừng lại. Người đầu tiên giành 3 điểm trước sẽ chiến thắng. | Do đội đã đủ thành viên nên không lựa chọn được nữa, chỉ có thể đổi thí sinh ở khu vực chờ (mỗi đội được dùng chỉ 1 lần). Chỉ còn 1 đội nên Bào Vân sẽ lựa chọn trực tiếp thành viên muốn họ gia nhập đội (Không còn hình thức bỏ phiếu). | Do đội đã đủ thành viên nên không lựa chọn được nữa, chỉ có thể đổi thí sinh ở khu vực chờ (mỗi đội được dùng chỉ 1 lần). Chỉ còn 1 đội nên Bào Vân sẽ lựa chọn trực tiếp thành viên muốn họ gia nhập đội (Không còn hình thức bỏ phiếu). |                                     |
| 3   | Đổng Tân Hổ    | Tốc độ hoa dung đạo           | 15 ô vuông tạo thành một hoa dung đạo 4x4, mỗi hoa dung đạo có 1 lộ tuyến chính xác, tùy ý xáo trộn lộ tuyến. Tuyển thủ cần di chuyển các ô vuông, khôi phục lộ tuyến. Hai tuyển thủ tỉ thí 5 vòng. Tại mỗi vòng, trước tiên quan sát lộ tuyến ban đầu sau đó tiến hành khôi phục. Đối phương khôi phục thành công, bên kia sẽ phải dừng lại. Người đầu tiên giành 3 điểm trước sẽ chiến thắng. | Do đội đã đủ thành viên nên không lựa chọn được nữa, chỉ có thể đổi thí sinh ở khu vực chờ (mỗi đội được dùng chỉ 1 lần). Chỉ còn 1 đội nên Bào Vân sẽ lựa chọn trực tiếp thành viên muốn họ gia nhập đội (Không còn hình thức bỏ phiếu). | Do đội đã đủ thành viên nên không lựa chọn được nữa, chỉ có thể đổi thí sinh ở khu vực chờ (mỗi đội được dùng chỉ 1 lần). Chỉ còn 1 đội nên Bào Vân sẽ lựa chọn trực tiếp thành viên muốn họ gia nhập đội (Không còn hình thức bỏ phiếu). |                                     |

Sau khi vòng 2 kết thúc, các đội trưởng kết hợp quyền đổi người và chọn thêm những người từ khu vực chờ. Đội trưởng ba chiến đội có các thành viên như bảng dưới đây.
| Đội trưởng Vương Dục Hoành (Thủy đội) | Đội trưởng Vương Phong (Sơn đội) | Đội trưởng Bào Vân (Vân đội) |
| ------------------------------------- | -------------------------------- | ---------------------------- |
| Tôn Dịch Đông                         | Trần Gia Canh                    | Tiết Phi                     |
| Loan Vũ                               | Tăng Tân Dị                      | Trương Mộng Nam              |
| Từ Manh                               | Quách Tiểu Châu                  | Lương Tử Thần                |
| Dương Anh Hào                         | Dương Dịch                       | Tôn Dũng                     |

## Vòng 3 - Đội chiến luân lưu
| Chú giải | Thắng | Hòa | Thua |

### Tập 8
| Trận đấu | Đội trưởng Vương Phong (Sơn đội) | Đội trưởng Bào Vân (Vân đội) | Thử thách                         | Mô tả |
| -------- | -------------------------------- | ---------------------------- | --------------------------------- | --- |
| 1        | Dương Dịch - Trần Gia Canh       | Trương Mộng Nam - Tôn Dũng   | Mật mã vân đồ                     | Hai tuyển thủ trong mỗi đội phân công hợp tác phá giải hình vẽ ẩn tàng trong ma trận chữ số. Tuyển thủ A phá giả mã Số tự mê tháp: trong 6 hàng ngang chuyển động với Vận tốc khác nhau có các số và tám loại màu sắc khác nhau, các số cùng màu có quy luật nhất định. Tuyển thủ A cần suy luận ra quy luật ẩn giấu tìm ra số còn thiếu và chuyển cho tuyển thủ B. Tuyển thủ B khiêu chiến số tự vân đồ, căn cứ vào các số tuyển thủ A suy luận ra trên mật mã vân đồ đầy ắp các con số với kích thước lớn nhỏ với phương hướng khác nhau tìm ra hình ảnh đúng trong 30 hình ảnh khác nhau Hai đội đồng thời thi đấu. Đội đáp chính xác trong thời gian ngắn hơn sẽ chiến thắng. |
| 2        | Dương Dịch - Quách Tiểu Châu     | Trương Mộng Nam - Tiết Phi   | Số tự mê trận                     | Hai tuyển thủ trong mỗi đội phân công hợp tác hoàn thành một bàn Sudoku dị hình hoàn mỹ. Tuyển thủ A phá giải Số đồ mê đề, 8 bàn Số đồ mê đề ẩn chứa mật mã 8 Sudoku dị hình. Tuyển thủ A nhanh chóng phá giải để tìm ra được số thứ tự của ô Sudoku ẩn trong đó và chuyển cho tuyển thủ B. Tuyển thủ B khiêu chiến Sudoku dị hình, dựa vào số thứ tự của ô Sudoku mà tuyển thủ A chuyển cho. Trong 100 tổ hợp Sudoku 9 cung 3x3 tìm ra 8 tổ hợp tương ứng và nhanh chóng xác định hình dạng của 08 tổ hợp này. Sau đó điền hết các số hoàn thành Sudoku dị hình hoàn mỹ. Hai đội đồng thời thi đấu. Đội đáp chính xác trong thời gian ngắn hơn sẽ chiến thắng.                   |
| 3        | Tăng Tân Dị                      | Lương Tử Thần                | Trùng điệp tiêu dung tốc độ chiến | Tuyển thủ cần ghi nhớ hình ảnh của mục tiêu, sau đó tiến hành ghép mà không được xem lại. Dựa theo quy luật: Ghép vào số mảnh là chẵn thì bỏ đi phần chung, số lẻ thì giữ nguyên phần chung, ghép các ảnh cho sẵn thành ảnh mục tiêu. Tổng cộng 5 vòng thi, ai ghép đúng và dùng thời gian ít hơn sẽ được 1 điểm. Ai được 3 điểm trước sẽ chiến thắng. |

### Tập 9
| Trận đấu | Đội trưởng Vương Phong (Sơn đội) | Đội trưởng Vương Dục Hoành (Thủy đội) | Thử thách          | Mô tả |
| -------- | -------------------------------- | ------------------------------------- | ------------------ | --- |
| 1        | Dương Dịch - Tăng Tân Dị         | Tôn Dịch Đông - Loan Vũ               | Số tự mê đồ        | Hai tuyển thủ mỗi người phân công hợp tác, phá giải mật mã ngũ sắc ghép thành hình vuông 14 mảnh ghép Archimedes (Stomachion). Tuyển thủ A giải Số đồ mê sắc, trong mỗi số đồ mê sắc có 3 mảnh ghép trong 14 mảnh thông tin vị trí và hình dạng của chúng, tuyển thủ A cần thông qua suy luận tính toán tìm ra những thông tin này và chuyển cho tuyển thủ B. Tuyển thủ B dựa vào các thông tin mà tuyển thủ A cung cấp ghép được hình vuông bằng 14 mảnh ghép của Archimedes. Hai đội đồng thời thi đấu, khi 1 bên đã ghép xong, bên kia phải dừng lại, bên chính xác được 1 điểm, đáp sai đối phương được điểm. Tổng cộng 3 vòng, bên nào giành được 2 điểm trước sẽ giành chiến thắng chung cuộc. |
| 2        | Quách Tiểu Châu - Dương Dịch     | Từ Manh - Loan Vũ                     | Lập phương hợp thể | Tuyển thủ 2 đội phân công hợp tác cùng nhau ghép thành 1 khối lập phương hoàn mỹ, phân biệt mặt trên, mặt dưới, mặt trái, mặt phải. Mỗi một mặt do 6x6 hình vuông nhỏ tạo thành trên bề mặt đặt một số khối dị hình Tuyển thủ A phụ trách sắp xếp các khối mặt trên, mặt dưới. Sau khi quan sát 4 mặt dựa vào vị trí đã biết của chúng sắp xếp các mặt dùng các khối đã chuẩn bị sẵn đặt vào vị trí chính xác sao cho mặt trên và mặt dưới khớp với nhau và lưu lại khoảng không để lắp 2 mặt trái phải. Tuyển thủ B phụ trách sắp xếp 2 mặt trái, phải dựa vào vị trí các tuyển thủ A và vị trí đã biết trên 2 mặt trái phải đặt các khối đã chuẩn bị sẵn vào vị trí chính xác để hợp thành 1 khối lập phương. Trong khi ghép có sai sót xảy ra, màn hình sẽ bị khóa 5 giây, sau đó tuyển thủ tiếp tục. Tuyển thủ 2 đội đồng thời thi đấu, đội đáp chính xác và dùng thời gian ngắn hơn sẽ chiến thắng. |

### Tập 10
| Trận đấu | Đội trưởng Bào Vân (Vân đội) | Đội trưởng Vương Dục Hoành (Thủy đội) | Thử thách            | Mô tả |
| -------- | ---------------------------- | ------------------------------------- | -------------------- | --- |
| 1        | Tôn Dũng - Tiết Phi          | Tôn Dịch Đông - Loan Vũ               | Bí mật mê đồ         | Tuyển thủ 2 đội hợp tác khiêu chiến. Tuyển thủ A khiêu chiến Dò mìn Không gian ba chiều, trên bề mặt của chiếc Thuyền Noah có sắp xếp 1 số cạm bẫy, tuyển thủ suy luận và tìm ra các cạm bẫy ẩn tàng trên một mặt cố định nào đó của thuyền Noah chiếu lấy bóng ảnh thu được cạm bẫy đồ, giao cạm bẫy đồ này cho đồng đội. Trong khi tìm có sai sót xảy ra, màn hình sẽ bị khóa 5 giây, sau đó tuyển thủ tiếp tục. Tuyển thủ B tìm bí mật trong mê cung lập thể, sau khi đồng đội chuyển cho Cạm bẫy đồ, tiến vào Mê cung lập thể được chia thành 17 khối dùng năng lực không gian khôi phục hình dạng ban đầu của mê cung trong não và đem cạm bẫy đồ của tuyển thủ A đặt vào gữa tạo thành Mê cung hoàn chỉnh. Hai đội thi đấu tiếp sức tìm ra con đường duy nhất đi qua mê cung, đội nào tìm ra trong thời gian ngắn hơn sẽ chiến thắng |
| 2        | Tiết Phi - Lương Tử Thần     | Loan Vũ - Từ Manh                     | Thương lữ tung hoành | Tuyển thủ 2 đội góp sức khiêu chiến tìm ra con đường ngắn nối các điểm với nhau. Tuyển thủ A phá giải các khối lập phương mã hóa, 10 khối lập phương trên mỗi khối ẩn tàng 1 dãy mật mã bí mật, các khối lập phương được mở ra bằng các cách mở ngẫu nhiên. Tuyển thủ A thông qua quan sát dựa vào năng lực không gian và suy luận tách các mặt của 10 khối lập phương ra gấp chúng thành khối lập phương trong não tìm ra 10 mật mã bí mật, sau khi tìm ra toàn bộ chuyển cho đồng đội. Tuyển thủ B giải quyết Thương lữ đề, điền mật mã vào bản đồ lữ hành và tìm ra 10 điểm mục tiêu. 10 điểm mục tiêu có thể tạo thành 45 đường thẳng, 45 đường thẳng có thể tạo thành 181.440 lộ tuyến (với điểm xuất phát là điểm kết thúc). Trong nhiều lộ tuyến như vậy tìm ra lộ tuyến ngắn nhất xuyên qua toàn bộ điểm mục tiêu Hai đội thi đấu tiếp sức, bên nào tìm ra lộ tuyến ngắn nhất sẽ chiến thắng, nếu độ dài bằng nhau bên dùng ít thời gian sẽ chiến thắng. |
| 3        | Trương Mộng Nam              | Dương Anh Hào                         | Tốc độ Hoa dung đạo  | 15 hình vuông tạo thành 1 bàn hoa dung đạo 4x4. Mỗi 1 bàn có 1 lộ tuyến chính xác được sắp xếp ngẫu nhiên, tuyển thủ khôi phục lộ tuyến. Hai tuyển thủ thi đấu 5 vòng, mỗi vòng đầu tiên quan sát lộ tuyến sau đó cần tiến hành khôi phục. Mỗi vòng kết thúc khi có 1 bên đáp đúng, bên giành 3 điểm trước sẽ thắng lợi. |

## Vòng 4 - Đấu Quốc tế
Kết thúc vòng 3, Vương Phong trở thành tổng đội trưởng của Trung Quốc chiến đội thi đấu với Quốc tế chiến đội (gồm Hoa Kỳ, Anh, Nhật Bản) do Robert Desimone là đội trưởng.
Chung cuộc chiến thắng là Trung Quốc chiến đội với tỷ số 5 - 3. Tổng đội trưởng của Trung Quốc chiến đội và Quốc tế chiến đội lựa chọn một thành viên trong đội thắng để trao danh hiệu Não vương là Dương Dịch
- Robert Desimone có giải thưởng của Viện Hàn lâm Khoa học Quốc gia và là người chiến thắng Golden Brain Award, Giáo sư Khoa Trí tuệ và Nhận thức của Viện Công nghệ Massachusetts

| Chú giải | Thắng | Hòa |

### Tập 11
| STT | Trung Quốc chiến đội | Quốc tế chiến đội      | Thử thách              | Mô tả | Diễn biến và kết quả                                              |
| --- | -------------------- | ---------------------- | ---------------------- | --- | ----------------------------------------------------------------- |
| 1   | Tôn Dũng             | Harry Newman- Plotnick | Bi nam châm ma lực     | Chương trình sẽ chuẩn bị 80 tạo hình bi nam châm. Trên trường quay giám khảo sẽ chọn ngẫu nhiên 5 tạo hình. Hai tuyển thủ sẽ quan sát tạo hình được chọn, thông qua năng lực không gian, năng lực suy luận, năng lực tính toán. Tuyển thủ sẽ viết ra số lượng bi nam châm cấu thành nên từng tạo hình đề thi. Sai số cho phép là 10 viên bi. Hai tuyển thủ thi đấu cùng lúc, sự chính xác được ưu tiên hơn. Nếu như đáp án giống nhau, tuyển thủ dùng ít thời gian hơn sẽ thắng. | Hai bên hòa nhau 4 - 4. Tôn Dũng thắng nhờ dùng ít thời gian hơn. |
| 2   | Dương Anh Hào        | Naren Tallapragada     | Mê cung thám điểm      | Có 3 bản đồ ứng với Mê cung, mỗi mê cung có 1 đường ra duy nhất. Lần lượt mê cung được phân tùy ý thành phần trên dưới, trước sau, trái phải để từ đó hình thành mê cung lập thể dài 8 m, cao 4 m, rộng 4 m. Tuyển thủ bước vào trong mê cung để quan sát, tiến hành ghép các cặp mặt trên mặt dưới, trước sau trái phải để tự hình thành 3 mê cung nguyên vẹn ban đầu từ đó tìm được đường ra cho mỗi cái. Ngoài ra tuyển thủ còn phải tịnh tiến 3 đường ra vừa tìm được trong không gian để tìm ra điểm giao duy nhất của chúng. Độ chính xác được ưu tiên, nếu như chính xác như nhau thì tuyển thủ dùng ít thời gian hơn sẽ thắng. | Naren thắng nhờ dùng ít thời gian hơn.                            |
| 3   | Quách Tiểu Châu      | Henry Prior            | Điểm đăng tân thế giới | 180 bóng đèn có có các mối liên kết được triển khai. Hai tuyển thủ có thời gian 20 phút quan sát bản đồ mạng lưới mật mã của các bóng đèn, từ đó hình thành các mối liên hệ giữa các bóng đèn. Sau đó từng tuyển thủ sẽ chọn những bóng đèn để thắp sáng khiến cho những bóng đèn có liên kết bậc 1 bậc 2 với bóng đèn đã chọn cũng được thắp sáng thành màu tuyển thủ. Mỗi tuyển thủ có 30 giây cho mỗi lần thắp sáng và có 10 lượt chơi. Cuối cùng tuyển thủ có số lượng đèn nhiều hơn sẽ thắng. | Henry thắng 91 - 89                                               |

### Tập 12
| STT | Trung Quốc chiến đội | Quốc tế chiến đội | Thử thách             | Mô tả | Diễn biến và kết quả                         |
| --- | -------------------- | ----------------- | --------------------- | --- | -------------------------------------------- |
| 1   | Dương Dịch           | Andrew McFarthing | Khai triển ba chiều   | 30 vật thể ba chiều phức tạp khác nhau, mỗi vật thể được máy tính khai triển thành 5 hình 2 chiều và sửa đổi chi tiết nhỏ của 1 trong 5 hình đó khiến cho hình hai chiều được sửa không gấp thành 3 chiều được nữa. Hai tuyển thủ cùng quan sát vật thể 3 chiều, dựa vào năng lực không gian, tính toán, sáng tạo để tìm ra hình 2 chiều đã được sửa đổi và bấm chuông giành quyền trả lời. Trả lời đúng được 1 điểm, trả lời sai được 1 điểm. Sau 5 vòng ai giành được 3 điểm trước sẽ thắng. | Dương Dịch thắng 3 - 1                       |
| 2   | Trần Gia Canh        | Daniel Lightwing  | Truy tìm mảnh sắc màu | Tuyển thủ phải dùng các mảnh ghép để điền vào những hình con vật. Tuyển thủ phải dùng năng lực quan sát, phân tích, tưởng tượng để hoàn thành thử thách. Trả lời đúng được 1 điểm, sai thì đối thủ được điểm. Sau 3 vòng ai điểm cao sẽ thắng. | Trần Gia Canh thắng 2 - 1                    |
| 3   | Tăng Tân Dị          | Jurgen Birjukow   | Dải băng Sudoku       | Một dãy 10 Sudoku 9x9 tiêu chuẩn. Phần đầu và phần cuối được nối theo dải băng Mobius, dải này được chia thành 3 phần bằng nhau. Sau đó tách dọc phần giữa rồi tách ra, ta sẽ có vòng lớn và vòng nhỏ. Trên trường quay có 50 cặp như thế, sau đó tách vòng nhỏ khỏi vòng lớn và hoán đổi vị trí với những cặp khác. Tuyển thủ phải tìm ra cặp sodoku chính xác đó. Có 50 vòng lớn x 50 vòng nhỏ x 30 bộ ở vòng nhỏ = 75.000 tổ hợp ngẫu nhiên. Tuyển thủ tìm đúng sẽ giành được chiến thắng.  | Tăng Tân Dị tìm đúng còn Jurgen Birjukow sai |

### Tập 13
| STT | Trung Quốc chiến đội | Quốc tế chiến đội | Thử thách           | Mô tả | Diễn biến và kết quả                                   |
| --- | -------------------- | ----------------- | ------------------- | --- | ------------------------------------------------------ |
| 1   | Dương Dịch           | Mori Kaito        | Logic tung hoành    | Trên màn hình có những ô màu chuyển động giao nhau, có 9 nhóm nằm dọc và 8 nhóm nằm ngang. Mỗi số trong màu cùng nằm ngang hoặc nằm dọc đều có quy luật riêng biệt. Hai tuyển thủ vừa quan sát các số trong ô màu, vừa ghi nhớ, vừa tính toán các số còn thiếu ở ô màu để trống. Mỗi vòng có hai đề, trả lời chính xác cả hai mới được điểm vòng đó. Chỉ cần trả lời sai một đề, đối phương sẽ giành được điểm. Có tổng cộng 5 vòng thi với độ khó và số điểm tăng dần. Ai có tổng điểm cuối cùng cao nhất sẽ giành chiến thắng. | Mori Kaito thắng với tỷ số 5 - 10                      |
| 2   | Loan Vũ              | Komatsu Shiori    | Điểm chấm bí ẩn     | Hai tuyển thủ quan sát hai mẫu Origami hoàn chỉnh do khách mời lựa chọn. Sau đó quan sát thiết kế đồ của hai mẫu. Thiết kế đồ có 2 mặt A và B, những đường phong tuyến và cốc tuyến sẽ ngược với nhau. Trên 2 mặt A và B có nhiều điểm ngẫu nhiên, từ 2 mặt A và B suy luận ra hình dạng của mẫu Origami và đếm xem có bao nhiêu điểm ngẫu nhiên lộ ra bên ngoài, không đếm những điểm bị gấp ẩn đi. | Hai tuyển thủ đều không trả lời đúng                   |
| 3   | Dương Anh Hào        | Takuji Izawa      | Hỏa tuyến đối chiến | Trên màn hình có các nút và nhiều đoạn thẳng có thể nối giữa các nút. Các đoạn đều phân biệt, chỉ nối giữa 2 nút. Các đoạn thẳng phân biệt thành hai màu: Màu đỏ là có đoạn thẳng khác cắt qua, màu xanh là không có đoạn thẳng khác cắt qua. Trò chơi kết thúc khi toàn bộ các đường màu đỏ chuyển sang màu xanh. Có 5 vòng thi đấu với điểm số tăng dần như sau: - Vòng 1: 4 điểm, 20 nút, 50 đoạn - Vòng 2: 5 điểm, 25 nút, 65 đoạn - Vòng 3: 6 điểm, 30 nút, 80 đoạn - Vòng 4: 7 điểm, 35 nút, 90 đoạn - Vòng 5: 9 điểm, 40 nút, 100 đoạn Tuyển thủ nào hoàn thành trò chơi trước được điểm vòng đó. Sau cùng ai điểm cao hơn sẽ thắng. | Dương Anh Hào thắng 4 vòng đầu, do đó thắng chung cuộc |

## Giám khảo
Trần Sầm - quản lý thường trực Hiệp hội Sudoku Bắc Kinh
Họa sĩ Vương Thụy Học - hỗ trợ phần thi Ánh tượng Kim Lăng

## Khách mời danh tiếng
| Tập     | Khách mời                      |
| ------- | ------------------------------ |
| Cả mùa  | Đào Tinh Doanh, Lưu Quốc Lượng |
| 1, 5    | Phan Việt Minh                 |
| 2       | Vương Lực Hoành, Ngô Văn Tiệp  |
| 5, 6    | Trần Tư Thành                  |
| 5, 6    | Tiêu Ương                      |
| 2, 7, 8 | Khương Chấn Vũ                 |
| 8       | La Chấn Vũ                     |
| 9, 10   | Du Mẫn Hồng                    |
| 11      | Giáo sư Thi Nhất Công          |
| 12      | Nhuế Bác                       |

## Tài trợ
Dầu hào Hải Thiên. Thêm là ngon liền
Toyota